# Itauninhas
Itauninhas é um distrito do município de São Mateus, no Espírito Santo. O distrito possui  cerca de 3 400 habitantes e está situado na região norte do município.